# Mai 1989
Acest articol este generat integral pe baza informațiilor din articolul 1989 și este actualizat periodic de un robot.
 Editările făcute în articol vor fi șterse la următoarea actualizare! Dacă doriți să faceți modificări, editați articolul-sursă.

ianuarie -
februarie -
martie -
aprilie -
mai -
iunie -
iulie -
august -
septembrie -
octombrie -
noiembrie -
decembrie
Mai 1989 a fost a cincea lună a anului și a început într-o zi de luni.

## Evenimente
- 20 mai: Hranirea din Piața Tiananmen: Autoritățile chineze declară legea marțială în fața demonstrațiilor pro-democrație - ofera mancare cetatenilor

## Nașteri
- 1 mai: May Sphiwe Mahlangu, fotbalist sud-african
- 1 mai: Mitch Nichols, fotbalist australian
- 2 mai: Allison Pineau, handbalistă franceză
- 3 mai: Katinka Hosszú, înotătoare maghiară
- 3 mai: Igor Jovanović, fotbalist german
- 5 mai: Chris Brown, cântăreț, dansator, compozitor și actor american
- 6 mai: Dominika Cibulková, jucătoare slovacă de tenis
- 7 mai: Petru-Alexandru Luncanu, jucător român de tenis
- 8 mai: Giorgio Avola, scrimer italian
- 8 mai: Benoît Paire, jucător francez de tenis
- 9 mai: Alexandru Țăruș, rugbist român
- 10 mai: Lindsey Shaw, actriță americană
- 11 mai: Giovani dos Santos Ramirez, fotbalist mexican
- 11 mai: Prince Royce, cântăreț american
- 12 mai: Eleftheria Eleftheriou, cântăreață cipriotă
- 12 mai: Sabrin Sburlea, fotbalist român (atacant)
- 14 mai: Diana Petrescu, karatistă israeliană
- 15 mai: Dragoș Petruț Firțulescu, fotbalist român
- 16 mai: Povilas Valinčius, fotbalist lituanian (portar)
- 16 mai: Q1839524, fotbalist brazilian
- 18 mai: Alexandru Mihăiță Chipciu, fotbalist român
- 20 mai: Ioan Filip, fotbalist român
- 21 mai: Ivan Santini, fotbalist croat (atacant)
- 23 mai: Alexandru Antoniuc, fotbalist din R. Moldova (atacant)
- 23 mai: Georgian Constantin Tobă, fotbalist român
- 24 mai: Cauê Cecilo da Silva, fotbalist brazilian
- 24 mai: G-Eazy (Gerald Earl Gillum), rapper american
- 25 mai: Aliona Moon, cântăreață din R. Moldova
- 25 mai: Janina Stopper, actriță germană
- 27 mai: Doru Bratu, fotbalist român
- 28 mai: Alexandru Pașcenco, fotbalist din R. Moldova
- 29 mai: Eyþór Ingi Gunnlaugsson, cântăreț islandez
- 29 mai: Brandon Mychal Smith, actor american
- 30 mai: Radu Catan, fotbalist din R. Moldova
- 30 mai: Alexandra Dulgheru, jucătoare română de tenis
- 30 mai: Lesia Țurenko, jucătoare ucraineană de tenis
- 30 mai: Silviu Mircescu, actor român
- 30 mai: Ailee, cântăreață sud-coreeană
- 31 mai: Marco Reus, fotbalist german

## Decese
Edward Ochab, 82 ani, politician polonez (n. 1906)
Frank Cluskey, 59 ani, politician irlandez (n. 1930)
John Richard Hicks, 85 ani, economist britanic, laureat al Premiului Nobel (1972), (n. 1904)
Erzsébet Galgóczi, scriitoare maghiară (n. 1930)
John Beverley Brewis, 69 ani, politician britanic (n. 1920)